# Gare de Jykhor
La gare  Jykhor (ukrainien : Жихор) est une gare ferroviaire située à Khorocheve en Ukraine.

## Histoire
La gare est construite en 1869 à la suite de la création de la ligne Ligne de chemin de fer Koursk-Kharkov-Sébastopol. Elle porte le nom de Жихарь village à six kilomètres de la ville de Kharkiv dans le raïon Osnoviansky. Avec la création de la Ligne de chemin de fer Koursk-Kharkov-Sébastopol cette gare a été ouverte en 1910 sur le tronçon Kharkiv-Izioum.

## Service des voyageurs

### Desserte
Par les trains de banlieue sur le tronçon gare d'Osnova - gare de Zmiïv.